# Intel 8052
Intel 8052 je osmibitový jednočipový mikropočítač firmy Intel. Na trh byl uveden roku 1980 jako o něco výkonnější verze 8051. Téměř všechny funkce jsou stejné, obsahuje však některá rozšíření:
- namísto 128 bajtů má dvojnásobnou velikost RAM (paměť dat), přičemž horních 128 bajtů je možné adresovat pouze nepřímo (z důvodu zachování zpětné kompatibility s programy určenými pro 8051); pomocí přímé adresace se lze dostat k registrům speciální funkcí (SFR)
- přidán další 16bitový čítač / časovač, který je očíslován jako 2 – ten může pracovat v několika režimech, které se nastavují prostřednictvím registru T2CON:
  - automatické přednastavení
  - záchytný režim
  - generátor rychlosti pro přenos po sériové lince
- tento třetí čítač / časovač mohl být nastaven pomocí dalšího registru T2MOD
  - dva režimy s přednastavením (čítání nahoru resp. dolů)
  - změna konfigurace pinu P1.0
- přidáno několik dalších registrů (TH2, TL2 aj.)
- u některých registrů jsou rozšířeny nebo změněny funkce (IP, IE aj.)
- obsahuje zvětšenou paměť ROM na 8 KiB (z původních 4 KiB u verze 8051)

## Základní vlastnosti
- architektura: 8bit MCU
- rychlost: 12 MHz
- patice: 44PLCC
- výrobní proces: 1 mikrometr
- modely: N8052AH, N8052AH_B, P8052AH-BASIC a další
- uveden na trh: 1980